# PA-RISC

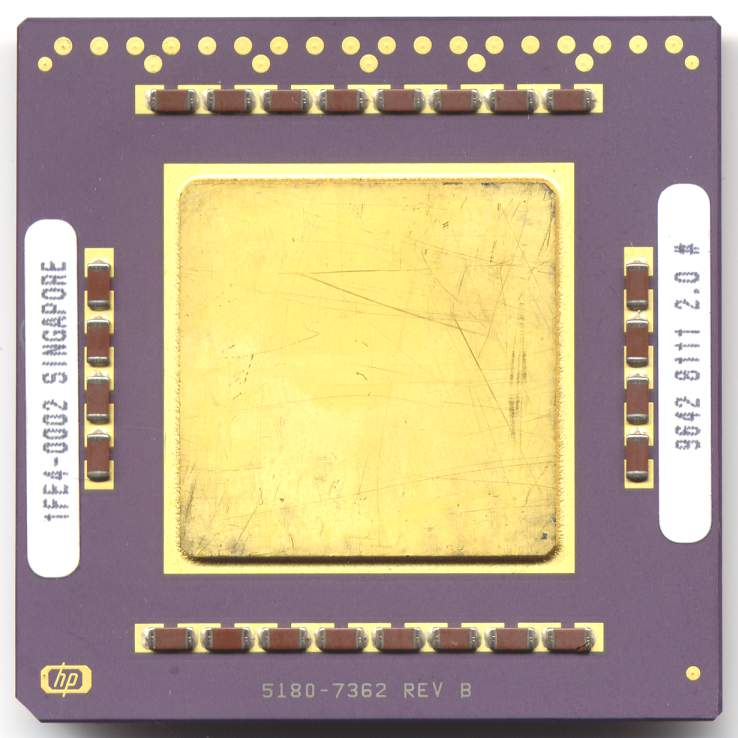
Procesor HP PA-RISC

PA-RISC – architektura mikroprocesorów stworzona przez firmy Hewlett-Packard oraz VLSI Technology Operation.
Jak wskazuje nazwa ta rodzina mikroprocesorów należy do klasy RISC (Reduced Instruction Set Computing). Skrót PA pochodzi od angielskich wyrazów Precision Architecture. Rodzina tych mikroprocesorów oznaczana jest także nazwą HP/PA, co jest skrótem od Hewlett Packard Precision Architecture.